# Zeche Laustroer
Die Zeche Laustroer ist ein ehemaliges Steinkohlenbergwerk in Witten-Muttental. Die Zeche war eine Kleinzeche, sie befand sich am Steigerhaus im Muttental. Besitzer dieser Kleinzeche und gleichzeitiger Namensgeber war Konrad Laustroer. Die Zeche war nur wenige Jahre in Betrieb. Das Gelände des Bergwerks ist heute im Besitz des Fördervereins für Bergbauhistorische Stätten.

## Geschichte
Am 1. November des Jahres 1951 wurde das Bergwerk in Betrieb genommen. Mittels Stollenbau wurde im Grubenfeld der ehemaligen Zeche Frielinghaus Steinkohle abgebaut. Insbesondere wurden Restpfeiler im Flöz Mausegatt in Verhieb genommen. Zur Förderung wurde ein seigerer Förderschacht genutzt, dieser hatte eine Teufe von 11,5 Metern. Der Schacht war mit einem Fördergerüst aus Holz ausgestattet. Unter dem Fördergerüst wurden die geförderten Kohlen direkt am Schacht auf Lastkraftwagen verladen und abtransportiert. In einer Teufe von 20 Metern wurden Abhauen zur Verbindung mit dem St.-Johannes-Erbstollen erstellt. Diese Verbindungen dienten der Wasserlösung durch den Erbstollen. Da das alte Flügelort teilweise bereits verbrochen war, gestaltete sich die Wasserhaltung bei feuchter Witterung schwierig. Im Jahr 1953 wurde von neun Bergleuten die maximale Förderung erbracht, sie betrug 4016 Tonnen. Im Jahr 1955 wurden alte Grubenbaue angefahren, in denen man noch Holzschienen fand. In diesem Jahr wurden von fünf Bergleuten 1790 Tonnen Steinkohle gefördert. Die letzten bekannten Förderzahlen des Bergwerks stammen aus dem Jahr 1957, es wurden von vier Bergleuten 1012 Tonnen Steinkohle abgebaut. Am 31. März des Jahres 1958 wurde die Zeche Laustroer stillgelegt.